# Bernhard von Puttkamer (General)
Bernhard Heinrich Adolf von Puttkamer (* 2. August 1825 in Versin, Kreis Rummelsburg; † 20. Dezember 1904 in Berlin) war ein preußischer Generalmajor und Politiker.

## Leben
Er stammte aus der pommerschen uradligen Familie Puttkamer und war der Sohn des Gutsherrn von Versin, Franz von Puttkamer (1786–1834) und dessen Ehefrau Emilie, geborene von Below (1796–1879). Sein älterer Bruder Gustav von Puttkamer (1817–1879) wurde Landrat des Kreises Rummelsburg.
Puttkamer trat aus dem Kadettenkorps kommend im August 1848 als Sekondeleutnant in das 2. Garde-Regiment zu Fuß der Preußischen Armee ein, nahm im März 1848 an der Niederschlagung der Revolution in Berlin teil, und stieg bis Ende Mai 1858 zum Hauptmann und Kompaniechef auf. Im Krieg gegen Österreich führte er 1866 die 6. Kompanie bei Soor, Königinhof sowie Königgrätz und wurde mit dem Roten Adlerorden IV. Klasse mit Schwertern ausgezeichnet. Mitte August 1866 avancierte Puttkamer zum Major und Kommandeur des I. Bataillons.
Bei der Mobilmachung anlässlich des Krieges gegen Frankreich zum Oberstleutnant befördert, wurde Puttkamer in der Schlacht bei Gravelotte durch einen Schuss in die Seite schwer verwundet und für sein Wirken mit dem Eisernen Kreuz II. Klasse ausgezeichnet.
Nach dem Friedensschluss beauftragte man Puttkamer am 9. Januar 1872 unter Stellung à la suite zunächst mit der Führung des 1. Magdeburgischen Infanterie-Regiments Nr. 26. Mitte März 1872 erfolgte seine Ernennung zum Regimentskommandeur und ein Jahr später die Beförderung zum Oberst. In Genehmigung seines Abschiedsgesuches wurde er am 16. September 1873 mit der gesetzlichen Pension und der Berechtigung zum Tragen seiner Regimentsuniform zur Disposition gestellt. Nach seiner Verabschiedung erhielt er den Charakter als Generalmajor.
Bernhard von Puttkamer war Besitzer des Rittergutes Groß Nipkau im Kreis Rosenberg in Westpreußen und Rechtsritter des Johanniterordens. Zeitweise besaß er auch Sellin im Kreis Rummelsburg, das er gemeinsam mit seinem Bruder Gustav 1871 erbte, ab 1874 allein besaß und 1884 an Waldemar von Puttkamer auf Neu Kolziglow verkaufte.
Auf Präsentation des Verbandes des Pommerschen Geschlechts von Puttkamer, das 1895 das Präsentationsrecht zum Preußischen Herrenhaus verliehen erhalten hatte, wurde Bernhard von Puttkamer 1896 zum Mitglied des Preußischen Herrenhauses auf Lebenszeit berufen.
Er war seit 1859 mit seiner entfernten Verwandten Elisabeth Emilie Eugenie von Puttkamer (* 1841) verheiratet, einer Tochter des Juristen und Politikers Eugen von Puttkamer. Aus der Ehe gingen ein Sohn und drei Töchter hervor. Die Tochter Anna von Puttkamer (* 1860) heiratete 1884 Kurt Detloff von Schwerin, den damaligen Landrat des Kreises Usedom-Wollin und späteren Regierungspräsidenten in Köslin.